# Cephaloleia palmarum
Cephaloleia palmarum es un coleóptero de la familia Chrysomelidae.
Fue descrita científicamente en 1923 por Pic.